# Kasteel van Wakken

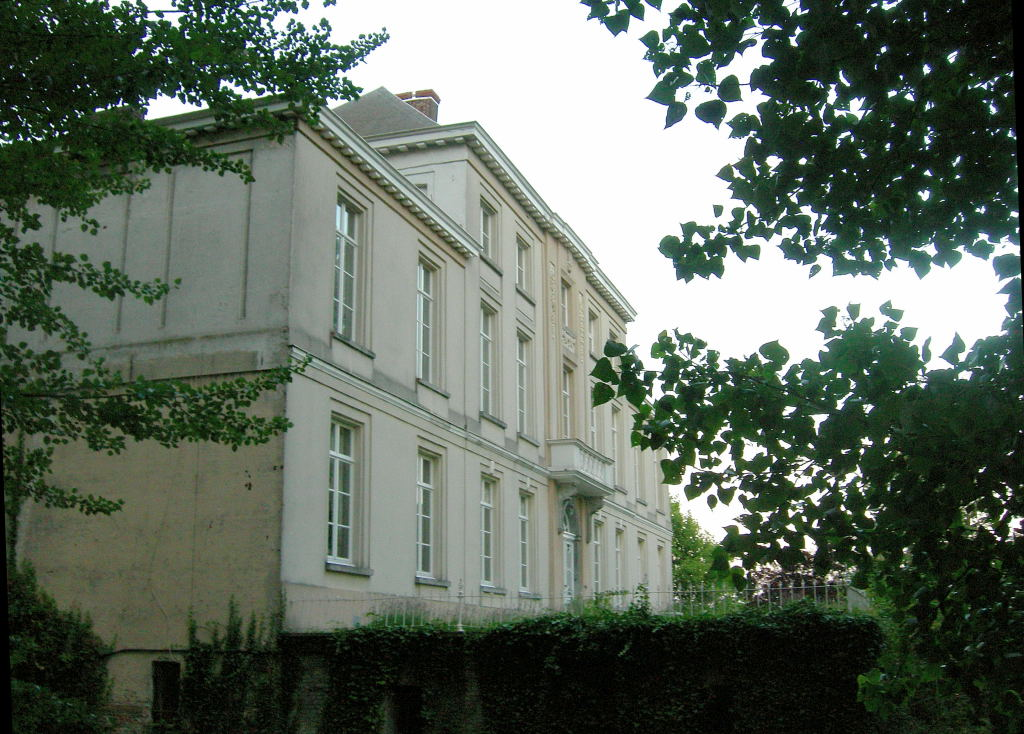
Kasteel van Wakken

Het Kasteel van Wakken is een kasteel in de tot de West-Vlaamse gemeente Dentergem behorende plaats Wakken, gelegen aan Kasteeldreef 9.

## Geschiedenis
Omstreeks 1280 werd het kasteel voor het eerst vermeld, als woning van Jan van Oudenaarde. Op 14 juli 1495 zag Filips Uuterswaene, die wegens schulden in de gevangenis van Grevelingen was geraakt, zich genoopt de heerlijkheid en het kasteel te verkopen aan zijn oom Andries Andries. Die beleende er in 1510 zijn zoon Adolf Andries mee. Adolf stierf kinderloos en het domein viel toe aan de kinderen van zijn zus Clara Andries met Antoon II van Bourgondië: Adolf en Anton III. Zij bekleedden belangrijke functies, zoals viceadmiraal van Vlaanderen en grootbaljuw van Gent. Onder Anton IV werd het kasteel op 1 januari 1591 overvallen door vrijbuiters uit Axel en Vlissingen.
In 1614 werd Wakken verheven tot baronie en in 1626 tot graafschap. In het werk Flandria illustrata (1641-1644) werd het kasteel afgebeeld met een omgrachting, een deels ommuurde binnenplaats, een formele tuinaanleg en een vijver.
In 1715 kwam het kasteel door huwelijk in bezit van de familie Van Maldeghem-Wakken. Omstreeks 1840 werd het kasteel verbouwd tot de huidige vorm. In 1862 verkocht deze familie het aan baron Joseph Kervyn de Lettenhove. In de periode 1890-1934 werd het kasteel bewoond door Gustaaf Kervyn de Lettenhove en in 1937 kwam het aan de familie Dewever. Het kasteel werd door hen als vakantieverblijf gebruikt. Na de Tweede Wereldoorlog werd het kasteel gebruikt als opvanghuis voor oorlogsweeskinderen. Vanaf 1964 werd het kasteel opgeknapt en gebruikt als woning en advocatenkantoor.

## Gebouw
Het kasteel is toegankelijk via de kasteeldreef, waar zich ook de schandpaal bevindt, welke het jaartal 1747 draagt. Aan de noordzijde van de binnenplaats vindt men het voormalig koetshuis, later verbouwd tot drie woningen. Dan is er het omgracht kasteel, toegankelijk via een boogbrug over de gracht. Het kasteel is een neoclassicistisch bouwwerk van omstreeks 1840, waarvan de kelders en de fundamenten nog delen van het oude kasteel zouden bevatten. Het kasteel heeft een middendeel onder schilddak en twee lagere zijvleugels onder plat dak. Er is een fraaie ingangspartij met versieringen en balkon. Achter het kasteel vindt men een parkachtige tuin.